# トキノキロク
トキノキロク（欧字名:Tokino Kiroku、1957年5月8日 - 1974年5月2日）とは日本の競走馬、繁殖牝馬である。1960年の第20回桜花賞に優勝。翌1961年度には啓衆社賞最優秀5歳以上牝馬に選出されている。おもに大根田裕也、武田作十郎らが騎乗した。

## 経歴
母マルタツは桜花賞優勝馬ブランドソール（繁殖名ゴールドウヱツデイング）と三冠馬セントライトの娘という良血馬で、110戦20勝という成績を挙げた頑健な競走馬だった。父は3度のリーディングサイアーを獲得したライジングフレーム。半兄には障害競走で重賞2勝を挙げたユーシュン（父ヴィーノーピュロー）、全姉には第1回阪神牝馬特別の優勝馬シュンメがいた。さらに牝系を遡ると、小岩井農場の名牝ヘレンサーフに繋がる血統である。
1959年11月8日にデビュー。初戦の2着を経て2戦目に初勝利を挙げる。次に初めての重賞出走となった阪神3歳ステークスでコダマの4着となり、年末のオープン戦に優勝。4戦2勝でシーズンを終える。翌1960年、緒戦のオープン2戦を連勝し、単勝2番人気で桜花賞出走となった。杉村一馬を鞍上に迎えて臨んだレースでは、先頭を切ったキユーピツトを直線で交わし、追走した1番人気のチドリ、追い込んだスターロツチを抑え優勝した。
桜花賞の次に優駿牝馬（オークス）の前哨戦として渡辺正人を鞍上にNHK盃に出走するも、ケンマルチカラの10着に敗れた。そして優駿牝馬でも1番人気に推されながらスターロツチの9着に敗れる。
その後も4歳シーズンは休みを取らず6戦してオープン競走を1勝。翌1961年は16戦を消化、オープン特別のCBC賞など6勝を挙げて最優秀5歳以上牝馬に選出された。以降も八大競走を筆頭とするタイトルは取れなかったものの、6歳シーズンを最後に引退するまでに49戦19勝という成績を残した。
競走馬引退後は故郷の村下牧場で繁殖牝馬となる。自身の産駒に際立った競走成績を挙げる馬は出なかったが、産駒の一頭･エンタープライズ（父･ゲイタイム）が、1977年の優駿牝馬優勝馬リニアクインを産んでいる。

## 血統表
| トキノキロクの血統（ベンドア系） / Pharos 4×5=9.38%） | トキノキロクの血統（ベンドア系） / Pharos 4×5=9.38%） | トキノキロクの血統（ベンドア系） / Pharos 4×5=9.38%） | （血統表の出典）               | （血統表の出典） |
| 父 *ライジングフレーム Rising Flame 1947 黒鹿毛       | 父の父The Phoenix 1940 鹿毛                           | Chateau Bouscaut                                      | Kircubbin                      | Kircubbin        |
| 父 *ライジングフレーム Rising Flame 1947 黒鹿毛       | 父の父The Phoenix 1940 鹿毛                           | Chateau Bouscaut                                      | Ramondie                       |                  |
| 父 *ライジングフレーム Rising Flame 1947 黒鹿毛       | 父の父The Phoenix 1940 鹿毛                           | Fille de Poete                                        | Firdaussi                      | Firdaussi        |
| 父 *ライジングフレーム Rising Flame 1947 黒鹿毛       | 父の父The Phoenix 1940 鹿毛                           | Fille de Poete                                        | Fille d'Amour                  |                  |
| 父 *ライジングフレーム Rising Flame 1947 黒鹿毛       | 父の母Adomirable 1942 黒鹿毛                          | Nearco                                                | Pharos                         | Pharos           |
| 父 *ライジングフレーム Rising Flame 1947 黒鹿毛       | 父の母Adomirable 1942 黒鹿毛                          | Nearco                                                | Nogara                         |                  |
| 父 *ライジングフレーム Rising Flame 1947 黒鹿毛       | 父の母Adomirable 1942 黒鹿毛                          | Silvia                                                | Craig an Eran                  | Craig an Eran    |
| 父 *ライジングフレーム Rising Flame 1947 黒鹿毛       | 父の母Adomirable 1942 黒鹿毛                          | Silvia                                                | Angela                         |                  |
| 母 マルタツ 1945 鹿毛                                 | 母の父セントライト 1938 黒鹿毛                        | *ダイオライト Diolite                                 | Diophon                        | Diophon          |
| 母 マルタツ 1945 鹿毛                                 | 母の父セントライト 1938 黒鹿毛                        | *ダイオライト Diolite                                 | Needle Rock                    |                  |
| 母 マルタツ 1945 鹿毛                                 | 母の父セントライト 1938 黒鹿毛                        | *フリッパンシー Flippancy                             | Flamboyant                     | Flamboyant       |
| 母 マルタツ 1945 鹿毛                                 | 母の父セントライト 1938 黒鹿毛                        | *フリッパンシー Flippancy                             | Slip                           |                  |
| 母 マルタツ 1945 鹿毛                                 | 母の母ゴールドウエツデイング 1938 栗毛                | *プリメロ Primero                                     | Blandford                      | Blandford        |
| 母 マルタツ 1945 鹿毛                                 | 母の母ゴールドウエツデイング 1938 栗毛                | *プリメロ Primero                                     | Athasi                         |                  |
| 母 マルタツ 1945 鹿毛                                 | 母の母ゴールドウエツデイング 1938 栗毛                | 第四ウエツデイングサーフ                              | *シアンモア                    | *シアンモア      |
| 母 マルタツ 1945 鹿毛                                 | 母の母ゴールドウエツデイング 1938 栗毛                | 第四ウエツデイングサーフ                              | ウエツデイングサーフ F-No.16-c |                  |